# Kurdische Vereinigte Front
Kurdische Vereinigte Front (kurdisch بەرەی یەکگرتووی کورد; persisch جبهه متحد كرد) ist eine sozialistische politische Bewegung, die im Januar 2006 im iranischen Kurdistan entstanden ist. 
Die Bewegung verfolgt auf der politischen Ebene das Ziel, allen im Iran lebenden Kurden die vollen Bürgerrechte gemäß iranischer Verfassung zu verschaffen.
Die Kurdische Vereinigte Front verfügt im Iran über mehrere Parteibüros, unter anderem in den Provinzen Kermānschāh, West-Aserbaidschan, Ilam und Teheran. Gründungsmitglieder von Vereinigte Front sind Bahaoddin Adab, Mohammad raouf Ghaderi, Hossein Shahveissi, Bayazid Mardukhi und Abdolali Shamsborhan. Ihr erster Sprecher Bahaoddin Adab starb am 15. August 2007, sein Nachfolger wurde Dr. Bayazid Mardukhi.